# Stazione di Selargius
La stazione di Selargius era una fermata ferroviaria presente nel territorio comunale di Selargius lungo la ferrovia Cagliari-Isili.

## Storia
La fermata fu istituita dalle Ferrovie Complementari della Sardegna in corrispondenza della casa cantoniera numero sei della linea e venne attivata il 1º gennaio 1922, sebbene come fermata facoltativa abilitata al solo servizio viaggiatori.
Posto a nord-ovest dell'abitato di Selargius in un'area periferica a ridosso della strada provinciale 93, l'impianto continuò ad essere utilizzato sino a fine secolo, nonostante l'apertura a poche centinaia di metri della stazione di Monserrato nel 1968, per poi venire dismesso durante la gestione della Ferrovie della Sardegna, subentrata alle FCS nel 1989.

## Strutture e impianti
Al momento della dismissione la fermata comprendeva esclusivamente il binario di corsa, avente scartamento da 950mm, affiancato da una casa cantoniera (riconvertita all'uso abitativo) e da una garitta utilizzata in passato dal personale di guardia dell'adiacente passaggio a livello sulla SP 93 prima che questo fosse automatizzato.
All'interno dell'ex impianto transitano i treni ed i tram ARST: per permettere la circolazione di questi ultimi mezzi l'area è stata attrezzata successivamente alla dismissione della fermata con una linea aerea di contatto.

## Movimento
Nel periodo in cui fu attivo l'impianto era servito dalle relazioni passeggeri espletate dalle FCS ed in seguito dalle FdS, sebbene la sosta nella fermata fu in vari periodi indicata come facoltativa.